# Svijanský Újezd
Svijanský Újezd là một làng thuộc huyện Liberec, vùng Liberecký, Cộng hòa Séc.